# Hermann Gradinger
Hermann Gradinger (* 18. August 1936; † 28. Juli 2025) war ein deutscher Schlosser und Kunstschmied.

## Leben
Hermann Gradinger absolvierte eine Schlosserlehre und bestand 1955 die Gesellenprüfung. Von 1961 bis 1962 besuchte er die Meisterschule für Kunst- und Bauschlosserei, sein Lehrer war Edwin Roth. Danach legte er die Meisterprüfung ab. Ab 1965 zeigte er seine Werke auf Ausstellungen; Ausstellungsorte waren unter anderem Lindau, Bremen, Aachen, München, Paris, London und New York. 2007 wurde etwa im Landesmuseum Koblenz die Ausstellung ... von wegen altes Eisen! – Die Metallwerkstatt Hermann Gradinger gezeigt. Konzipiert wurde die Ausstellung 2006 anlässlich des 70. Geburtstags Gradingers von der Handwerkskammer Rheinhessen.
Gradinger beteiligte sich seit 1979 als Gastlektor und Demonstrator an Workshops auf internationaler Ebene. 1968 erhielt er den Förderpreis für das Kunsthandwerk in Rheinland-Pfalz und 1972 den Staatspreis für das Kunsthandwerk in Rheinland-Pfalz. Beim internationalen Wettbewerb „Metall-Leuchten 88“ erhielt er den zweiten Preis. 1999 erhielt er den Bundespreis für Handwerk in der Denkmalpflege in Rheinland-Pfalz. 2005 wurde er mit dem Gestaltungspreis des Handwerks in Rheinhessen ausgezeichnet.
Gradinger führte seine Werkstatt in Mainz-Gonsenheim in dritter Generation. Das Unternehmen heißt mittlerweile „Werkstatt für Metallgestaltung“ und wird von Hermann Gradingers Sohn Michael geführt.
Hermann Gradinger war mehrere Jahre lang Bundesvorsitzender der Fachgruppe Metallgestaltung im Bundesverband Metall. An dessen Präsidenten schrieb er im Rahmen der Diskussion um die Zertifizierung nach DIN EN 1090: „Metallgestalter lieben ihr Handwerk. Der Entwurf, das Herstellen und das gute Ergebnis sind untrennbar miteinander verbunden. Unser Arbeitsethos braucht keine Norm, uns interessiert die Qualität unserer Arbeit. Unser zeitaufwändiger Arbeitsprozess vom Entwurf bis zur fertigen Arbeit verträgt keinen weiteren Aufwand und keine zusätzlichen Kosten. Eine erfüllte Norm sagt nichts über die Qualität einer Arbeit aus.“
Vor der Kreisverwaltung in Bad Dürkheim steht seit 1986 das von Hermann Gradinger entworfene Kunstwerk Geschmiedete Freundschaft. Ausgeführt wurde das Werk von Gradinger, Michel und Jean-Yves Bouillot, Pierre Etroy und Bernd Funk. Es symbolisiert die 30-jährige Partnerschaft zwischen Deutschland und Frankreich. Osterleuchter und Taufbecken der Evangelischen Kirche Bischofsheim stammen von Hermann Gradinger. Gradinger arbeitete das historische Eingangsschloss der Uelversheimer Kirche auf und schuf das Edelstahlkreuz für die Heiliggeistkirche in Seeheim.